# José Argumedo
José Argumedo est un boxeur mexicain né le 14 octobre 1988 à Tepic.

## Carrière
Passé professionnel en 2010, il devient champion du Mexique des poids mi-mouches en 2013 puis champion du monde des poids pailles IBF le 31 décembre 2015 après sa victoire aux points rendue au 9e round contre Katsunari Takayama. Argumendo conserve son titre le 1er juillet 2016 en battant aux points Julio Mendoza puis le 27 mai 2017 par arrêt de l'arbitre au 8e round contre Gabriel Mendoza mais il le perd le 23 juillet suivant aux dépens de Hiroto Kyoguchi.